# Pinnotheridae
Los pinotéridos (Pinnotheridae) son una familia de cangrejos. Son pequeños cangrejos de cuerpo blando que viven en el manto de ciertos moluscos bivalvos  (como Strombus y Haliotis) como comensales o semiparásitos. Los fósiles más antiguos atribuibles a esta familia datan del Daniense.

## Géneros y especies
Lista actualizada a 2008:
- Género Abyssotheres Manning & Galil, 2000
  - Abyssotheres abyssicola
- Género Afropinnotheres Manning, 1993
  - Afropinnotheres monodi
  - Afropinnotheres crosnieri
  - Afropinnotheres guinotae
  - Afropinnotheres larissae
- Género Alarconia Glassell, 1938
  - Alarconia guinotae Coelho, 1996
  - Alarconia seaholmi
- Género Alain Manning, 1998
  - Alain crosnieri
  - Alain raymondi Ahyong & Ng, 2008
- Género Alainotheres Manning, 1993
  - Alainotheres leloeuffi
- Género Arcotheres Manning, 1993
  - Arcotheres alcocki (Rathbun, 1910)
  - Arcotheres arcophilus (Bürger, 1895)
  - Arcotheres coarctatus (Bürger, 1895)
  - Arcotheres exiguus (Bürger, 1895)
  - Arcotheres guinotae Campos, 2001
  - Arcotheres latifrons (Bürger, 1895)
  - Arcotheres latus (Bürger, 1895)
  - Arcotheres modiolicola (Bürger, 1895)
  - Arcotheres nudifrons (Bürger, 1895)
  - Arcotheres palaensis (Bürger, 1895) (especie tipo)
  - Arcotheres pernicola (Bürger, 1895)
  - Arcotheres placunae
  - Arcotheres rayi Ahyong & Ng, 2007
  - Arcotheres rhombifer (Bürger, 1895)
  - Arcotheres rotundatus (Bürger, 1895)
  - Arcotheres similis (Bürger, 1885)
  - Arcotheres sinensis
  - Arcotheres spinidactylus (Gordon, 1936)
  - Arcotheres tivelae (Gordon, 1936)
  - Arcotheres winckworthi
- Género Austinixa Heard & Manning, 1997
  - Austinixa aidae (Righi, 1967)
  - Austinixa behreae (Manning & Felder, 1989)
  - Austinixa bragantina Coelho, 2005
  - Austinixa chacei (Wass, 1955)
  - Austinixa cristata (Rathbun, 1900) (especie tipo)
  - Austinixa felipensis (Glassell, 1935)
  - Austinixa gorei (Manning & Felder, 1989)
  - Austinixa patagonensis (Rathbun, 1918)
- Género Austinotheres Campos, 2002
  - Austinotheres angelicus (Lockington, 1877)
- Género Bonita[3] Campos, 2009
  - Bonita mexicana Campos, 2009
- Género Buergeres Ng & Manning, 2003
  - Buergeres deccanensis
  - Buergeres holothuriae (Semper, 1880)
  - Buergeres ortmanni (Bürger, 1895)
  - Buergeres tenuipes (Bürger, 1895)
- Género Calyptraeotheres Campos, 1990
  - Calyptraeotheres garthi (Fennucci, 1975)
  - Calyptraeotheres granti (Glassell, 1933)
  - Calyptraeotheres hernandezi Hernández & Campos, 2006
  - Calyptraeotheres politus (Smith, 1869)
- Género Clypeasterophilus Campos & Griffith, 1990
  - Clypeasterophilus juvenilis
  - Clypeasterophilus rugatus (Bouvier, 1917)
  - Clypeasterophilus pepeluisi[4]
  - Clypeasterophilus stebbingi
  - Clypeasterophilus ususfructus (Griffith, 1987)
- Género Dissodactylus Smith, 1870
  - Dissodactylus crinitichelis Moreira, 1901
  - Dissodactylus glasselli Rioja, 1944
  - Dissodactylus latus
  - Dissodactylus lockingtoni Glassell, 1935
  - Dissodactylus mellitae (Rathbun, 1900)
  - Dissodactylus meyerabichi
  - Dissodactylus nitidus Smith, 1870
  - Dissodactylus pelagicus
  - Dissodactylus pinna
  - Dissodactylus primitivus
  - Dissodactylus schmitti
  - Dissodactylus singularis
  - Dissodactylus speciosus
  - Dissodactylus tokyoensis
  - Dissodactylus unicornis
  - Dissodactylus xantusi Glassell, 1936
- Género Durckheimia De Mann, 1889
  - Durckheimia caeca Bürger, 1895
  - Durckheimia carinipes
  - Durckheimia lochi
- Género Enigmatheres Campos, 2009
  - Enigmatheres canfieldi (Rathbun, 1918)
- Género Epulotheres Manning, 1993
  - Epulotheres angelae
- Género Ernestotheres Manning, 1993
  - Ernestotheres conicola
- Género Fabia Dana, 1851
  - Fabia byssomiae (Say, 1818)
  - Fabia carvachoi Campos, 1996
  - Fabia concharum (Rathbun, 1893)
  - Fabia emiliai (Melo, 1971)
  - Fabia felderi Gore, 1986
  - Fabia malaguena (Garth, 1948)
  - Fabia obtusidentata
  - Fabia subquadrata Dana, 1851
  - Fabia tellinae Cobb, 1973
- Género Gandoa Kammerer, 2006
  - Gandoa zanzibarensis (Lenz, 1905)
- Género Gemmotheres Campos, 1996
  - Gemmotheres chamae (Roberts, 1975)
- Género Glassella Campos & Wicksten, 1997
  - Glassella costaricana (Wicksten, 1982)
- Género Holotheres Ng & Manning, 2003
  - Holotheres flavus (Nauck, 1880)
  - Holotheres halingi
  - Holotheres semperi (Bürger, 1895)
  - Holotheres setnai
  - Holotheres villosissimus
- Género Holothuriophilus Nauck, 1880
  - Holothuriophilus mutuensis
  - Holothuriophilus pacificus (Poeppig, 1836)
  - Holothuriophilus trapeziformis[5] Nauck, 1880
- Género Hospitotheres Manning, 1993
  - Hospitotheres powelli
- Género Indopinnixa[6] Manning & Morton, 1987
  - Indopinnixa kasijani Rahayu & Ng, 2010
  - Indopinnixa moosai Rahayu & Ng, 2010
  - Indopinnixa mortoni Davie, 1992
  - Indopinnixa sipunculana Manning & Morton, 1987 (especie tipo)
- Género Juxtafabia Campos, 1993
  - Juxtafabia muliniarum (Rathbun, 1918)
- Género Limotheres Holthuis, 1975
  - Limotheres nasutus Holthuis, 1975
- Género Nannotheres Manning & Felder, 1996
  - Nannotheres moorei Manning & Felder, 1996
- Género Nepinnotheres Manning, 1993
  - Nepinnotheres affinis (Bürger, 1895)
  - Nepinnotheres africanus
  - Nepinnotheres androgynus
  - Nepinnotheres cardii (Bürger, 1895)
  - Nepinnotheres glaberrimus (Bürger, 1895)
  - Nepinnotheres pectinicola (Bürger, 1895)
  - Nepinnotheres pinnotheres (Linnaeus, 1758)
  - Nepinnotheres rathbunae (Schmitt, McCain & Davidson, 1973)
  - Nepinnotheres sanqueri
  - Nepinnotheres tellinae
  - Nepinnotheres villosulus (Guérin-Méneville, 1831)
- Género Opisthopus Rathbun, 1894
  - Opisthopus transversus Rathbun, 1893
- Género Orthotheres Sakai, 1969
  - Orthotheres glaber (Bürger, 1895)
  - Orthotheres haliotidis Geiger & Martin, 1999
  - Orthotheres laevis (Bürger, 1895)
  - Orthotheres longipes (Bürger, 1895)
  - Orthotheres serrei (Rathbun, 1909)
  - Orthotheres strombi (Rathbun, 1905)
  - Orthotheres turboe Sakai, 1969  (especie tipo)
  - Orthotheres unguifalcula (Glassell, 1936)
- Género Ostracotheres H. Milne-Edwards, 1853
  - Ostracotheres affinis
  - Ostracotheres cynthiae
  - Ostracotheres holothuriensis
  - Ostracotheres spondyli
  - Ostracotheres subglobosus
  - Ostracotheres tomentipes
  - Ostracotheres tridacnae  (Rathbun, 1905)
- Género Parapinnixa Holmes, 1894
  - Parapinnixa affinis
  - Parapinnixa beaufortensis
  - Parapinnixa bouvieri
  - Parapinnixa cortesi
  - Parapinnixa cubana
  - Parapinnixa glasselli
  - Parapinnixa hendersoni
  - Parapinnixa magdalensis
  - Parapinnixa nitida
- Género Pinnaxodes Heller, 1865
  - Pinnaxodes chilensis
  - Pinnaxodes floridensis
  - Pinnaxodes gigas
  - Pinnaxodes major
  - Pinnaxodes tomentosus
- Género Pinnixa White, 1846
  - Pinnixa abbotti
  - Pinnixa affinis
  - Pinnixa arenicola
  - Pinnixa bahamondei
  - Pinnixa balanoglossa Sakai, 1934
  - Pinnixa barnhardti
  - Pinnixa brevipollex
  - Pinnixa californiensis
  - Pinnixa chaetopterana
  - Pinnixa chiloensis
  - Pinnixa costaricana
  - Pinnixa cylindrica
  - Pinnixa darwini
  - Pinnixa eburna
  - Pinnixa faba
  - Pinnixa faxoni
  - Pinnixa floridana
  - Pinnixa forficulimanus
  - Pinnixa franciscana
  - Pinnixa fusca
  - Pinnixa gracilipes
  - Pinnixa haematosticta
  - Pinnixa hiatus
  - Pinnixa huffmani
  - Pinnixa latissima
  - Pinnixa leptodactyla
  - Pinnixa leptosynaptae
  - Pinnixa littoralis
  - Pinnixa longipes
  - Pinnixa lunzi
  - Pinnixa minuscula
  - Pinnixa minuta
  - Pinnixa monodactyla
  - Pinnixa occidentalis
  - Pinnixa paitensis
  - Pinnixa pearsei
  - Pinnixa pembertoni
  - Pinnixa penultipedalis
  - Pinnixa petersi
  - Pinnixa plectrophoros
  - Pinnixa rapax
  - Pinnixa rathbuni
  - Pinnixa rectinens
  - Pinnixa richardsonia
  - Pinnixa salvadorensis
  - Pinnixa sayana
  - Pinnixa scamit
  - Pinnixa schmitti
  - Pinnixa tomentosa
  - Pinnixa transversalis
  - Pinnixa tubicola
  - Pinnixa tumida
  - Pinnixa valdiviensis
  - Pinnixa valeri
  - Pinnixa vanderhorsti
  - Pinnixa weymouthi
- Género Pinnotherelia
  - Pinnotherelia laevigata
- Género Pinnotheres Bosc, 1802
  - Pinnotheres ascidicola
  - Pinnotheres atrinae
  - Pinnotheres atrinicola
  - Pinnotheres barbatus
  - Pinnotheres bidentatus
  - Pinnotheres bipunctatus
  - Pinnotheres boninensis
  - Pinnotheres borradalei
  - Pinnotheres corbiculae
  - Pinnotheres coutieri
  - Pinnotheres cyclinus
  - Pinnotheres dilatatus
  - Pinnotheres dofleini
  - Pinnotheres edwardsi
  - Pinnotheres excussus
  - Pinnotheres globosus
  - Pinnotheres gordonae
  - Pinnotheres guerini
  - Pinnotheres haiyangensis
  - Pinnotheres hanumantharaoi
  - Pinnotheres hemphilli
  - Pinnotheres hirtimanus
  - Pinnotheres hickmani
  - Pinnotheres jamesi
  - Pinnotheres kamensis
  - Pinnotheres kutensis
  - Pinnotheres laquei
  - Pinnotheres lanensis
  - Pinnotheres latipes
  - Pinnotheres lithodomi
  - Pinnotheres luminatus
  - Pinnotheres mactricola
  - Pinnotheres maindromi
  - Pinnotheres margaritiferae
  - Pinnotheres marioni
  - Pinnotheres mccainae
  - Pinnotheres nigrans
  - Pinnotheres novaezelandiae
  - Pinnotheres obesus
  - Pinnotheres obscuridentata
  - Pinnotheres obscurus
  - Pinnotheres onychodactylus
  - Pinnotheres orcutti
  - Pinnotheres ostrea
  - Pinnotheres paralatissimus
  - Pinnotheres parvulus
  - Pinnotheres pecteni
  - Pinnotheres pectunculi
  - Pinnotheres perezi
  - Pinnotheres pholadis
  - Pinnotheres pichilinquei
  - Pinnotheres pilulus
  - Pinnotheres pilumnoides
  - Pinnotheres pisum
  - Pinnotheres pubescens
  - Pinnotheres pugettensis
  - Pinnotheres purpureus
  - Pinnotheres quadratus
  - Pinnotheres ridgewayi
  - Pinnotheres rouxi
  - Pinnotheres sanguinolariae
  - Pinnotheres sebastianensis
  - Pinnotheres serrignathus
  - Pinnotheres shoemakeri
  - Pinnotheres siamensis
  - Pinnotheres socius
  - Pinnotheres taichungae
  - Pinnotheres taylori
  - Pinnotheres trichopus
  - Pinnotheres tsingtaoensis
  - Pinnotheres vicaji
- Género Pseudopinnixa
  - Pseudopinnixa carinata
- Género Raytheres Campos, 2002
  - Raytheres clavapedatus
- Género Sakaina Serène, 1964
  - Sakaina asiatica
  - Sakaina incisa
  - Sakaina japonica
  - Sakaina koreensis
  - Sakaina yokoyai
- Género Scleroplax Rathbun, 1893
  - Scleroplax granulata
- Género Serenotheres Ahyong & Ng, 2003
  - Serenotheres besutensis
- Género Sindheres Kazmi & Manning, 2003
  - Sindheres karachiensis
- Género Solenotheres[7] Ng & Tri, 2010
  - Solenotheres prolixus Ng & Tri, 2010
- Género Tetrias
  - Tetrias fischerii
  - Tetrias scabripes
- Género Tridacnatheres Ahyong & Ng, 2005
  - Tridacnatheres whitei
- Género Tumidotheres Campos, 1990
  - Tumidotheres maculatus
  - Tumidotheres margarita
- Género Tunicotheres Campos, 1996
  - Tunicotheres moseri
- Género Viridotheres Manning, 1996
  - Viridotheres buergeri
  - Viridotheres gracilis (Bürger, 1895)
  - Viridotheres lillyae
  - Viridotheres marionae
  - Viridotheres otto Ahyong & Ng, 2007
  - Viridotheres viridis
- Género Visayeres Ahyong and Ng, 2007
  - Visayeres acron
- Género Waldotheres Manning, 1993
  - Waldotheres mccainae
- Género Xanthasia White, 1846
  - Xanthasia murigera White, 1846
- Género Zaops Rathbun, 1900
  - Zaops geddesi
  - Zaops ostreus